# Are, Pärnumaa
Are är en ort i Estland. Den ligger i Are kommun och landskapet Pärnumaa, i den sydvästra delen av landet, 100 km söder om huvudstaden Tallinn. Are ligger 21 meter över havet och antalet invånare är 408.
Terrängen runt Are är mycket platt. Runt Are är det glesbefolkat, med 8 invånare per kvadratkilometer. Närmaste större samhälle är Sindi, 19,4 km söder om Are. I omgivningarna runt Are växer i huvudsak blandskog.